# Synaphris calerensis
Synaphris calerensis är en spindelart som beskrevs av Jörg Wunderlich 1987. Synaphris calerensis ingår i släktet Synaphris och familjen Synaphridae.
Artens utbredningsområde är Kanarieöarna. Inga underarter finns listade i Catalogue of Life.